# Günter Giselher Krenner
Günter Giselher Krenner (* 11. Juli 1946 in Hagenberg im Mühlkreis) ist ein österreichischer Autor, Schauspieler und Pädagoge.

## Leben und Wirken
Krenner absolvierte nach der Matura am Bundesgymnasium und Bundesrealgymnasium Freistadt die Lehrerausbildung in Linz und unterrichtete danach an Pflichtschulen sowie in der Lehrerbildung. Seit 2003 ist er freischaffend tätig.
Krenner wirkt als Schauspieler und Regisseur bei verschiedenen Theaterensembles in Oberösterreich und schreibt Prosa, Lyrik, Kabarett- und Theatertexte.

## Werke
Als Autor kann er auf mehr als 70 Veröffentlichungen in Anthologien, Zeitschriften, Zeitungen und im ORF verweisen und präsentiert seine Werke anlässlich von Lesungen im In- und Ausland.
Publikationen in Buchform
- Am Teich, Erzählung, Linz, 1979
- Scheinbar ohne Bewegung, Roman, Weitra, 1989, ISBN 3-900878-19-6
- Über den leeren Feldern, Gedichte, Baden, 1990
- Lieb’ Heimatland, Österreichische Satiren, Steyr, 1992
- Zwischen Licht und Schatten, Gedichte, Holzschnitte von Herbert Friedl, Linz, 1992
- Späte Tage, Prosa, Weitra, 1995, ISBN 3-85252-064-9
- Und die Steine warten, Erzählungen, Grünbach bei Freistadt, 1995
- Weg, Roman, Aspach, 1997
- Durch alle Tage, Gedichte, Spach, 1998
- Was sonst verloren ginge zwischen Nacht und Morgen, Prosa, Aspach, 1999
- Nachlass, Roman, Aspach, 2000
- Winterernte, Gedichte, Aspach, 2002
- Schrägflug, Prosa, Aspach, 2006
- So ist das Leben, Roman, Gosau, 2011
- Abseits der Spur, Prosa, Gosau, 2014

Texte zu Musikstücken
Krenner verfasste Texte zu Kompositionen von Gunter Waldek:
- Musik ist wie ein weites Land, Kantate, 2004
- Schatten im Dorf, Libretto zu einer Oper, 2008

Kabarett-Texte
- I am from Mühlviertel, 2011

## Mitgliedschaften
Als Schriftsteller gehört er der IG Autorinnen Autoren, der Zülow Gruppe, dem Autorenkreis Linz, der Oberösterreichischen Schriftstellervereinigung sowie dem oberösterreichischen P.E.N.-Club an, wo er 2004 zum Vizepräsidenten gewählt wurde.

## Medien
- Günter Giselher Krenner: Abseits der Spur, Aufzeichnung vom 3. Mai 2014, Cultural Broadcasting Archiv (CBO) abgerufen am 13. November 2015

## Schauspieler
Als Laienschauspieler bzw. Regisseur arbeitete er mit verschiedenen lokalen Ensembles u. a. in Pregarten, Enns, Bad Hall, Linz und Steyr. 2012 wirkte er beim Theater in der Filmstadt bei Horváths Kasimir und Karoline mit.

## Auszeichnungen
- Max von der Grün – Anerkennungspreis der Jury
- Ernennung zum Professor h.c. (2015)[4]